# Walter Hübner (Anglist)
Walter Hübner (* 14. Januar 1884 in Bernau bei Berlin; † 1. März 1970 in Berlin) war ein deutscher Anglist, Didaktiker und Hochschullehrer.

## Leben und Wirken
Nach seiner 1902 erfolgten Reifeprüfung in Berlin studierte Walter Hübner bis 1908 Anglistik, Romanistik und Germanistik an der Universität Berlin. Im Jahre 1908 promovierte er dort bei dem Anglisten und Literaturwissenschaftler Alois Brandl. Im gleichen Jahr legte er das erste Staatsexamen für das Lehramt an höheren Schulen ab und war dann von 1909 bis 1911 als Lehramtskandidat in Berlin tätig. Von 1911 bis 1919 war er im Schuldienst am Französischen Gymnasium Berlin, unterbrochen von der Militärdienstzeit von 1915 bis 1918. Nach dem Ersten Weltkrieg wechselte er nach und nach in die Schulverwaltung und gehörte dem Prüfungsamt für Englischlehrer an. 1923 wurde Hübner Oberschulrat. 1929 erhielt er einen Lehrauftrag an der Universität Berlin und hatte für einige Monate eine Gastprofessur an der Vanderbilt University in den USA. 1930 erhielt er eine Honorarprofessur für neusprachliche Didaktik an der Berliner Universität. Während der Zeit des Nationalsozialismus hielt sich Hübner von der NSDAP und ihren Organisationen fern. Nach dem Zweiten Weltkrieg wurde er aus der Schulverwaltung entlassen. Erst 1948 bekam er eine Honorarprofessur an der Freien Universität Berlin und sollte dort das Seminar für Anglistik und Amerikanistik aufbauen. Im Jahre 1951 wurde er an der FU Berlin auf eine ordentliche Professur für Anglistik berufen und 1954 emeritiert.
Hübner beschäftigte sich in seinen Veröffentlichungen vor allem Didaktik des neusprachlichen Unterrichts, außerdem veröffentlichte er Einführungswerke zur englischen Literatur.

## Veröffentlichungen (Auswahl)
- Der Vergleich bei Shakespeare. Mayer & Müller, Berlin 1908 (= Dissertation Universität Berlin).

- (Hrsg.): Thomas Carlyle / Essays on German literature. Flemming u. Wiskott, Berlin 1920.
- John Locke als Sprachphilosoph. In: Die neueren Sprachen, Bd. 27 (1920), H. 9–10, S. 385–412.
- Die englische Lektüre im Rahmen eines kulturkundlichen Unterrichts. Teubner, Leipzig 1925.
- Welche Aufgaben stellt die Schulreform dem neusprachlichen Unterricht? In: Neue Jahrbücher für Wissenschaft und Jugendbildung, Bd. 1 (1925), H. 1, S. 87–101.
- Didaktik der neueren Sprachen. Diesterweg, Frankfurt/M. 1929 (Nachdruck 1969).
- Die englische Dichtung in der Schule. Quelle & Meyer, Leipzig 1934.
- Die Kunstprosa im englischen Unterricht. Quelle & Meyer, Leipzig 1940.
- Mandesvilles Bienenfabel und die Begründung der praktischen Zweckethik in der englischen Aufklärung. In: Paul Meissner (Hrsg.): Grundformen der englischen Geistesgeschichte. Kohlhammer, Stuttgart 1941, S. 275–331.
- Die geistigen Quellbezirke des britschen Machtanspruchs. In: Studien zur Auslandskunde, Bd. 1 (1943), S. 21–39.
- Der englische Freiheitsbegriff. In: Studien zur Auslandskunde, Bd. 2 (1944), S. 69–90.
- Die Stimmen der Meister. Eine Einführung in Meisterwerke des englischen Dichtens und Denkens. de Gruyter, Berlin 1950 (2. Aufl. 1962).
- T. S. Eliot und das neue Drama. In: Neuphilologische Zeitschrift, Bd. 2 (1950), S. 337–352.
- Wege zur neuen englischen Dichtung. In: Carl August Weber (Hrsg.): Sprache und Literatur Englands und Amerikas. Bd. 1. Niemeyer, Tübingen 1952, S. 181–200.
- Epochen der englischen Literatur. Diesterweg, Frankfurt/M. 1955.
- Humanistische Bildungsarbeit im neusprachlichen Unterricht. In: Gerhard Haselbach (Hrsg.): Beiträge zur Einheit von Bildung und Sprache im geistigen Sein. Festschrift zum 80. Geburtstag von Ernst Otto. de Gruyter, Berlin 1957, S. 48–61.
- John Stuart Mills Freiheitsbegriff. In: Wilhelm Berges (Hrsg.): Zur Geschichte und Problematik der Demokratie. Festgabe für Hans Herzfeld anläßlich seines fünfundsechzigsten Geburtstages am 22. Juni 1957. Duncker & Humblot, Berlin 1958, S. 97–111.
- Das englische Literaturwerk. Theorie und Praxis der Interpretation. Quelle & Meyer 1963.

Festschrift
- Dieter Riesner (Hrsg.): Festschrift für Walter Hübner. Erich Schmidt, Berlin 1964.